# USS Oriskany (CV-34)
USS Oriskany (CV/CVA-34) – có tên lóng là Mighty O, The O-boat và Toasted O - là một trong số 24 tàu sân bay thuộc lớp Essex của Hải quân Hoa Kỳ được hoàn tất trong hoặc ngay sau Thế Chiến II. Đây là chiếc tàu chiến thứ ba của Hải quân Mỹ mang cái tên này, được đặt theo một trận đánh trong cuộc Chiến tranh giành độc lập Hoa Kỳ. Lịch sử của Oriskany khác biệt đáng kể so với các tàu chị em cùng lớp với nó. Nguyên được thiết kế như một tàu sân bay lớp Essex "thân dài" (mà một số tác giả xem là một lớp riêng biệt dưới tên gọi lớp Ticonderoga), việc chế tạo nó bị hoãn lại vào năm 1947. Cuối cùng nó cũng được đưa ra hoạt động vào năm 1950 sau khi được cải biến theo một thiết kế nâng cấp có tên gọi SCB-27, và trở thành khuôn mẫu cho việc hiện đại hóa 14 chiếc tàu sân bay cùng lớp khác.
Nó hoạt động chủ yếu tại Thái Bình Dương đến tận những năm 1970, được tặng thưởng hai Ngôi sao Chiến trận trong Chiến tranh Triều Tiên, và thêm mười ngôi sao nữa trong cuộc Chiến tranh Việt Nam. Vào năm 1966, một trong những đám cháy trên tàu tồi tệ nhất sau Thế Chiến II đã bùng phát trên chiếc Oriskany khi một pháo sáng magnesium tình cờ bị kích nổ, khiến 44 người bị thiệt mạng.
Cuộc đời sau khi kết thúc phục vụ của Oriskany cũng khác biệt một cách thú vị. Được cho ngừng hoạt động vào năm 1976, thoạt tiên nó được bán để tháo dỡ vào năm 1995, nhưng được sở hữu lại vào năm 1997. Đến năm 2004 người ta quyết định đánh chìm nó như một dải san hô nhân tạo ngoài khơi bờ biển Florida trong vịnh Mexico. Sau khi xem xét những vấn đề môi trường và các sửa chữa nhằm loại bỏ các chất độc hại, nó được cẩn thận cho đánh chìm vào tháng 5 năm 2006, ở một tư thế cân bằng và tại một độ sâu mà những người bơi lặn có thể tham quan. Oriskany trở thành dải san hô nhân tạo lớn nhất thế giới.

## Thiết kế và chế tạo
Cái tên "Oriskany" thoạt tiên được đặt cho khung tàu CV-18, nhưng chiếc này được đổi tên thành Wasp khi được đặt lườn vào năm 1942 nhằm vinh danh chiếc Wasp (CV-7) tiền nhiệm. CV-34 được đặt lườn vào ngày 1 tháng 5 năm 1944 tại xưởng hải quân New York, được hạ thủy vào ngày 13 tháng 10 năm 1945, được đỡ đầu bởi bà Clarence Cannon, phu nhân hạ nghị sĩ Clarence Cannon thuộc tiểu bang Missouri. Tuy nhiên công việc trang bị con tàu bị ngưng lại vào ngày 12 tháng 8 năm 1947, khi con tàu đã hoàn thành được khoảng 85%.
Oriskany được thiết kế lại như một chiếc kiểu mẫu cho chương trình hiện đại hóa SCB-27. Để có thể mang được những chiếc máy bay phản lực thế hệ mới, cấu trúc của sàn đáp được gia cố chắc chắn hơn; thang nâng mạnh hơn, máy phóng thủy lực mạnh mẽ hơn, và các dây hãm mới được trang bị. Đảo cấu trúc thượng tầng cũng được thiết kế lại, tháo bỏ các tháp súng phòng không, và các tấm đắp được bổ sung vào thân tàu. Những tấm đắp này làm tăng bề mặt thiết diện ngang của con tàu, cải thiện độ nổi và độ ổn định, đồng thời gia tăng thể tích khả dụng bên trong; và trong trường hợp của chiếc Oriskany, sự gia tăng này giúp nó mang thêm nhiều nhiên liệu cho máy bay. Tuy nhiên, các cải tiến này ảnh hưởng lớn đến con tàu do đặt quá nhiều trọng lượng ở phần bên trên so với thiết kế ban đầu. Oriskany được đưa vào hoạt động ngày 25 tháng 9 năm 1950 dưới quyền chỉ huy của hạm trưởng, Đại tá hải quân Percy H. Lyon.

## Lịch sử hoạt động

### 1950 – 1956
Oriskany rời New York vào ngày 6 tháng 12 năm 1950 để tiến hành hoạt động chuẩn nhận phi công phục vụ trên tàu sân bay ngoài khơi Jacksonville, Florida, trước khi bước vào kỳ nghỉ Giáng Sinh tại Căn cứ Hải quân Newport ở Newport, Rhode Island. Nó tiếp tục các hoạt động ngoài khơi Jacksonville cho đến ngày 11 tháng 1 năm 1951, khi nó nhận lên tàu Liên đội Không lực 1 và tiến hành chạy thử máy ngoài khơi vịnh Guantánamo, Cuba. Sau khi thực hiện các cải biến lớn tại xưởng hải quân New York từ ngày 6 tháng 3 đến ngày 2 tháng 4, nó lại nhận lên tàu Liên đội Không lực 4 để tiến hành huấn luyện ngoài khơi Jacksonville, rồi rời Newport ngày 15 tháng 5 năm 1951 hướng đến Địa Trung Hải nơi nó được bố trí hoạt động cùng Đệ Lục hạm đội.
Thực hiện chuyến đi qua các cảng tại Ý và Pháp để đi đến các cảng ở Hy Lạp và Thổ Nhĩ Kỳ trước khi đi đến bờ biển Tripoli, Oriskany quay trở về Quonset Point, Rhode Island vào ngày 4 tháng 10 năm 1951. Nó đi vào vịnh Gravesend, New York vào ngày 6 tháng 11 năm 1951 để cất bỏ đạn dược và tháo bỏ cột ăn-ten nhằm cho phép nó có thể đi qua được bên dưới cầu East River để đến xưởng hải quân New York. Công việc đại tu bao gồm việc trang bị một sàn đáp, hệ thống lái và cầu tàu mới. Công việc hoàn tất vào ngày 15 tháng 5 năm 1952 và chiếc tàu sân bay khởi hành vào ngày hôm sau để nhận tiếp liệu vũ khí đạn dược tại Căn cứ Hải quân Norfolk, Virginia từ ngày 19 đến ngày 22 tháng 5. Sau đó nó lên đường gia nhập Hạm đội Thái Bình Dương, di chuyển ngang qua vịnh Guantánamo, Rio de Janeiro, mũi Horn, Valparaíso và Lima trước khi đến San Diego, California vào ngày 21 tháng 7.
Sau các hoạt động chuẩn nhận tàu sân bay cho Liên đội Không lực 102, Oriskany rời San Diego vào ngày 15 tháng 9 năm 1952 hỗ trợ cho lực lượng Liên Hợp Quốc tại Triều Tiên. Nó đi đến Yokosuka vào ngày 17 tháng 10 rồi gia nhập Lực lượng Đặc nhiệm 77 ngoài khơi bờ biển Triều Tiên vào ngày 31 tháng 10. Máy bay của nó bắt đầu ném bom và bắn phá các con đường giao thông tiếp tế của đối phương, phối hợp các đợt ném bom cùng các cuộc pháo kích mặt đất dọc theo bờ biển. Phi công của nó đã bắn rơi hai chiếc máy bay phản lực MiG-15 do Liên Xô chế tạo và gây hư hại cho một chiếc thứ ba vào ngày 18 tháng 11.
Các cuộc không kích được tiếp tục cho đến ngày 11 tháng 2 năm 1953, tấn công các vị trí phòng không đối phương, doanh trại và kho tàng dọc theo mặt trận chính. Sau một đợt bảo trì ngắn tại Nhật Bản, Oriskany quay trở lại khu vực chiến sự vào ngày 1 tháng 3 năm 1953. Nó tiếp tục các hoạt động tác chiến cho đến ngày 29 tháng 3, ghé qua Hong Kong, rồi lại tiếp tục hoạt động tác chiến vào ngày 8 tháng 4. Nó rời khu vực bờ biển Triều Tiên vào ngày 22 tháng 4, ghé qua Yokosuka, rồi lên đường hướng về San Diego vào ngày 2 tháng 5 và đến nơi vào ngày 18 tháng 5.
Sau các đợt huấn luyện sẵn sàng chiến đấu ngoài khơi bờ biển California, Oriskany rời San Francisco vào ngày 14 tháng 9 để hỗ trợ cho Đệ Thất hạm đội giám sát sự ngưng bắn đầy khó khăn tại Triều Tiên, và đi đến Yokosuka vào ngày 15 tháng 10. Từ đây, nó tuần tra dọc theo biển Nhật Bản, biển Đông Trung Quốc và khu vực Philippines. Sau khi hỗ trợ trên không cho cuộc đổ bộ tập trận của lực lượng Thủy quân Lục chiến tại Iwo Jima, chiếc tàu sân bay quay trở về San Diego vào ngày 22 tháng 4 năm 1954. Nó vào xưởng hải quân San Francisco để tiến hành đại tu; và sau khi công việc này kết thúc vào ngày 22 tháng 10 nó lại ra khơi thực hiện đợt đầu tiên trong một loạt các đợt hoạt động duyên hải.
Oriskany đi đến Yokosuka vào ngày 2 tháng 4 năm 1955, và hoạt động cùng lực lượng đặc nhiệm tàu sân bay nhanh trải dài từ Nhật Bản và Okinawa đến tận Philippines. Đợt bố trí này kết thúc vào ngày 7 tháng 9 và chiếc tàu sân bay quay trở về Alameda, California vào ngày 21 tháng 9. Nó tuần tra dọc theo bờ biển California khi đang chuẩn nhận hoạt động trên tàu sân bay cho các phi công thuộc Liên đội Không lực 9, sau đó khởi hành từ Alameda vào ngày 11 tháng 2 năm 1956 cho một đợt bố trí hoạt động khác tại khu vực tây Thái Bình Dương.

### 1957 – 1969

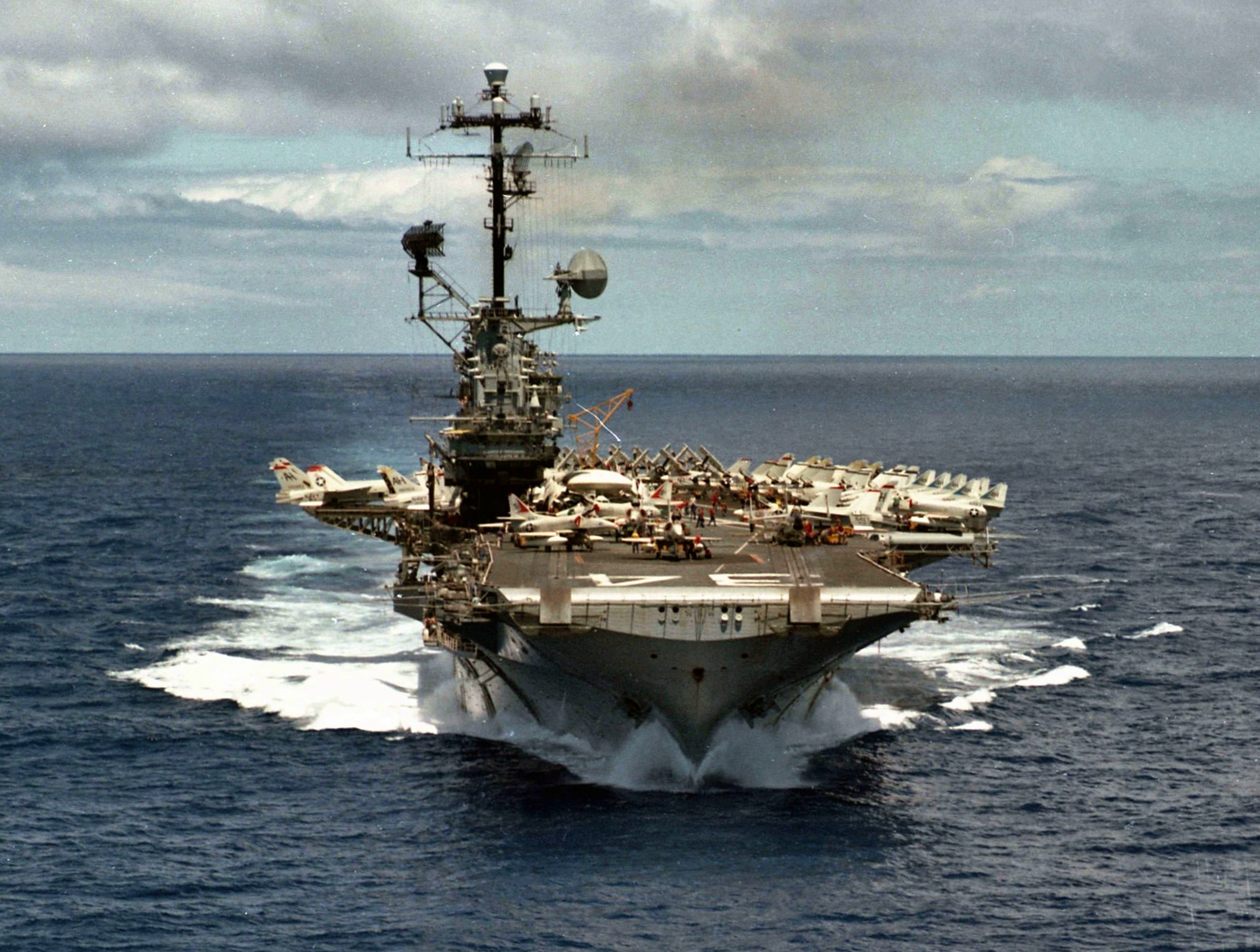
Oriskany với sàn đáp chéo góc và mũi tàu kín chống bão.

Oriskany quay trở về San Francisco vào ngày 13 tháng 6 và đi vào xưởng tàu để được cải biến hiện đại hóa theo chương trình SCB-125A vào ngày 1 tháng 10. Oriskany được trang bị một sàn đáp chéo góc mới, thang nâng bên mạn tàu phía sau, mở rộng thang nâng phía trước và một mũi tàu kín chống bão. Máy phóng hơi nước mới mạnh mẽ thay thế cho máy phóng thủy lực cũ; và lớp lót sàn đáp bằng gỗ được thay thế bằng nhôm.
Oriskany được cho hoạt động trở lại tại Xưởng hải quân San Francisco vào ngày 7 tháng 3 năm 1959 dưới quyền chỉ huy của Đại tá Hải quân James Mahan Wright. Bốn ngày sau, nó khởi hành để chạy thử máy ngoài khơi San Diego cùng với Liên đội Không quân Tàu sân bay 14 trên tàu. Các hoạt động ngoài khơi bờ Tây Hoa Kỳ được tiếp tục cho đến ngày 14 tháng 5 năm 1960, khi nó được bố trí đến Tây Thái Bình Dương, và quay về San Diego vào ngày 15 tháng 12. Nó trở vào Xưởng hải quân San Francisco vào ngày 30 tháng 3 năm 1961 cho một đợt đại tu kéo dài năm tháng, bao gồm việc trang bị Hệ thống Dữ liệu Chiến thuật Hải quân (NTDS) lần đầu tiên trên một tàu sân bay.
Oriskany rời xưởng tàu vào ngày 9 tháng 9 tiến hành huấn luyện ngoài khơi San Diego cho đến ngày 7 tháng 6 năm 1962, khi nó lại được bố trí sang Viễn Đông cùng Liên đội Tàu sân bay 16. Nó quay trở về San Diego vào ngày 17 tháng 12 tiến hành huấn luyện sẵn sàng chiến đấu ngoài khơi bờ Tây Hoa Kỳ.
Chiếc tàu sân bay rời San Diego ngày 1 tháng 8 năm 1963 đi đến vùng biển Viễn Đông cùng với Liên đội Tàu sân bay 16 trên tàu. Nó đến vịnh Subic vào ngày 31 tháng 8 năm 1963; và từ đây đến Nhật Bản. Chiếc tàu sân bay rời Iwakuni, Nhật Bản sáng ngày 31 tháng 10 hướng đến bờ biển Nam Việt Nam. Tại đây, nó ở tư thế sẵn sàng cho mọi tình huống có thể xảy ra sau khi một cuộc đảo chính diễn ra tại Sài Gòn. Khi cuộc khủng hoảng đã qua đi, Oriskany tiếp tục các hạt động thường lệ ngoài khơi các cảng Nhật Bản.
Oriskany quay trở về San Diego vào ngày 10 tháng 3 năm 1964. Sau khi được đại tu tại xưởng hải quân Puget Sound, nó lên đường tiến hành huấn luyện ngoài khơi San Diego, tiếp nối bởi việc chuẩn nhận bay cho Liên đội Tàu sân bay 16. Trong giai đoạn này, sàn đáp của nó được sử dụng để thử nghiệm E-2 Hawkeye, kiểu máy bay trinh sát cảnh báo sớm trên không của Hải quân; và là địa điểm tu nghiệp của sĩ quan cao cấp từ tám nước đồng minh.
Oriskany rời San Diego vào ngày 5 tháng 4 năm 1965 hướng sang Tây Thái Bình Dương, đi đến vịnh Subic ngày 27 tháng 4. Vào lúc này lực lượng Hoa Kỳ đã đổ bộ lên Nam Việt Nam hỗ trợ cho quân đội nước này chống lại áp lực của Việt Cộng đang ngày càng gia tăng. Sự có mặt của Oriskany gia tăng thêm sức mạnh của Hải quân Mỹ hiện diện tại khu vực này. Từ ngày 10 tháng 5 đến ngày 6 tháng 12 năm 1965, nó thực hiện trên 12.000 phi vụ chiến đấu và ném gần 10.000 tấn bom đạn xuống lực lượng đối phương. Oriskany cùng Liên đội Tàu sân bay 16 đã được tặng thưởng Đơn vị Tuyên dương Hải quân do thành tích trong giai đoạn này. Chiếc tàu sân sân bay rời vịnh Subic vào ngày 30 tháng 11 và về đến San Diego vào ngày 16 tháng 12.
Oriskany một lần nữa rời San Diego hướng sang Viễn Đông vào ngày 26 tháng 5 năm 1966, đến Yokosuka vào ngày 14 tháng 6. Nó lên đường hướng đến Trạm Dixie ngoài khơi Nam Việt Nam vào ngày 27 tháng 6, rồi chuyển đến Trạm Yankee trong vịnh Bắc Bộ vào ngày 8 tháng 7. Những tháng tiếp theo sau là những phi vụ tác chiến ngày và đêm, thỉnh thoảng ngắt quãng bởi những đợt nghỉ ngơi tiếp liệu tại vịnh Subic. Trong giai đoạn này nó đã thực hiện 7.794 phi vụ tác chiến.

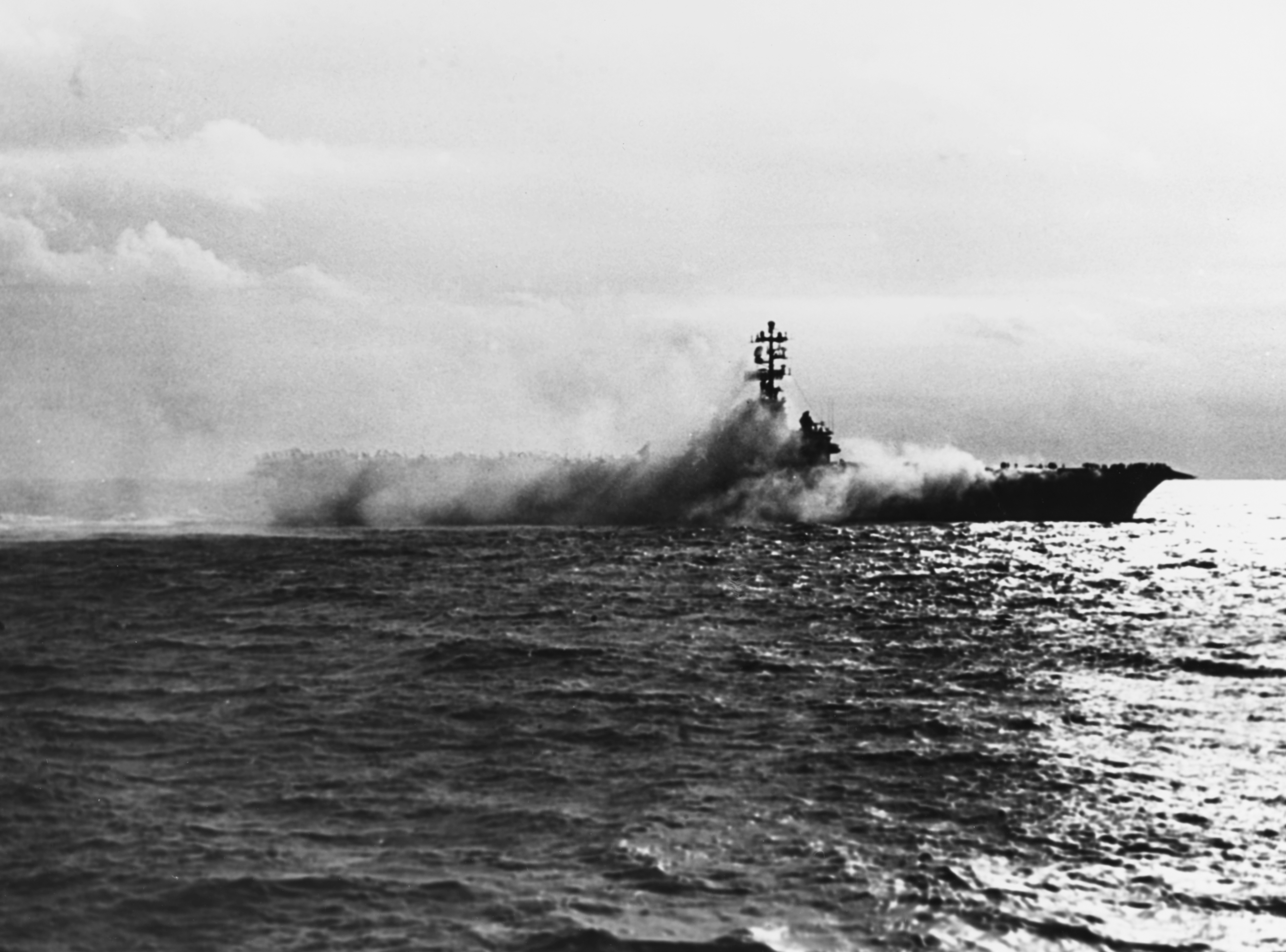
Oriskany đang cháy

Chiếc tàu sân bay đang trực chiến vào buổi sáng ngày 26 tháng 10 năm 1966 khi một đám cháy bộc phát bên mạn phải con tàu tại sàn chứa máy bay phía trước và lan sang năm tầng hầm, khiến 44 người thiệt mạng. Nhiều người trong số những người chết là những phi công đầy kinh nghiệm vốn vừa thực hiện các phi vụ tại Việt Nam vài giờ trước đó. Oriskany lâm vào tình trạng nguy hiểm khi một quả pháo sáng dù magnesium phát nổ trong tủ chứa pháo sáng của Sàn chứa 1 phía trước, ngay bên dưới sàn đáp của chiếc tàu sân bay. Các cuộc điều tra sau đó cho thấy pháo sáng hoạt động bình thường theo chức năng thiết kế và việc gây ra cháy là do lỗi con người. Một thủy thủ bất cẩn kích hoạt pháo sáng, và trong khi hoảng loạn anh ta đã ném nó vào tủ chứa nơi những quả khác được cất giữ, thay vì ném qua mạn thuyền xuống nước, làm toàn bộ chúng phát nổ gây hư hại nghiêm trọng. Một số thủy thủ vứt bỏ các quả bom đặt ngay sát cạnh các đám cháy, trong khi những người khác lăn máy bay ra khỏi vùng nguy hiểm, cứu chữa các phi công và dập tắt đám cháy.
Các tàu sân bay lân cận Constellation (CV-64) và Franklin D. Roosevelt (CV-42) đã khẩn trương hỗ trợ y tế. Các cuộc điều tra sau đó của hạm trưởng, Đại tá Hải quân Iarrobino trên chiếc Oriskany và sự phân tích của Kho đạn Hải quân tại Crane, Indiana, cho thấy cứ một trong số 1.000 quả pháo sáng có thể vô tình kích nổ nếu bị rung động. Năm thành viên thủy thủ đoàn bị đưa ra tòa án binh do sự kiện tai nạn này nhưng tất cả đều được tha bổng. Sau sự kiện này cùng những việc khác, pháo sáng do hải quân sử dụng được thay đổi sang một thiết kế an toàn hơn để tránh bị vô tình kích nổ, và số thành viên thủy thủ cũng được tăng lên một mức ổn định sao cho mọi hoạt động có thể được giám sát thích hợp.

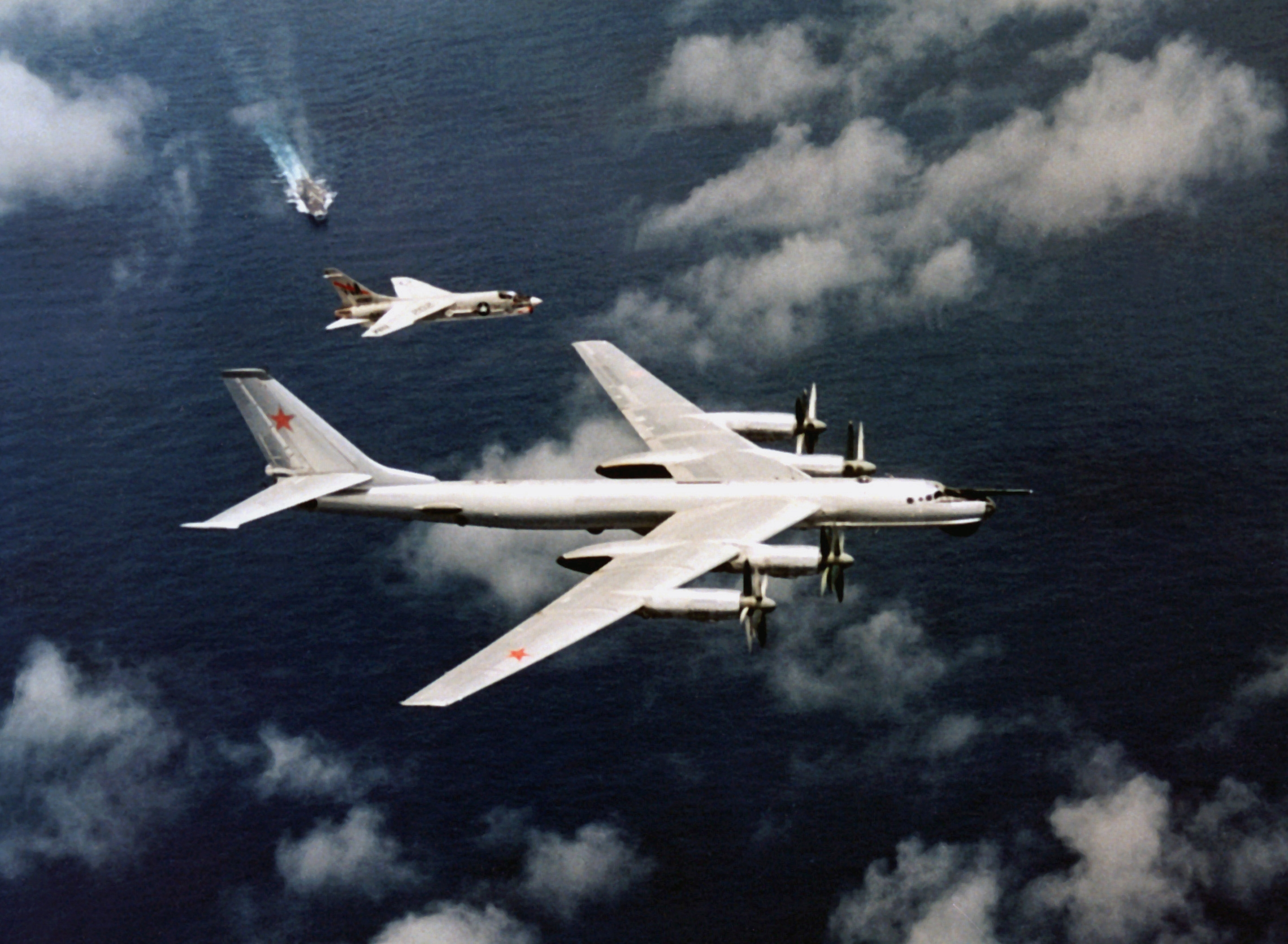
Một máy bay tiêm kích F-8 Crusader đang ngăn chặn một máy bay ném bom Tu-95 'Bear-B' của Liên Xô. Oriskany, nơi chiếc F-8 xuất phát, có thể thấy được ở phía sau.

Oriskany đi đến vịnh Subic vào ngày 28 tháng 10, nơi các nạn nhân của đám cháy được chuyển sang các máy bay đang chờ sẵn để được đưa về Hoa Kỳ. Một tuần sau, chiếc tàu sân bay khởi hành đi San Diego, và đến nơi vào ngày 16 tháng 11. Oriskany hoàn tất các công việc sửa chữa tại Xưởng hải quân Vịnh San Francisco vào ngày 23 tháng 3 năm 1967, và sau khi nhận Liên đội Tàu sân bay 16 lên tàu, nó tiến hành huấn luyện. Chiếc tàu sân bay rời vịnh San Francisco vào ngày 16 tháng 6 để hoạt động tại vùng biển ngoài khơi Việt Nam. Trở thành soái hạm của Hải đội Tàu sân bay 9 tại vịnh Subic vào ngày 9 tháng 7, nó bắt đầu hoạt động tại Trạm Yankee vào ngày 14 tháng 7. Ngày 26 tháng 7, nó trợ giúp y tế cho tàu sân bay Forrestal (CV-59) đang bị hỏa hoạn tàn phá.
Ngày 26 tháng 10 năm 1967, thượng nghị sĩ John McCain, lúc đó còn là một Thiếu tá Hải quân, đã cất cánh từ Oriskany trên một chiếc A-4 Skyhawk trong phi vụ ném bom thứ 23 trong Chiến tranh Việt Nam. Ông bị bắn rơi và bị giam giữ như tù binh chiến tranh cho đến tháng 1 năm 1973.
Oriskany quay trở về Căn cứ Không lực Hải quân Alameda vào ngày 31 tháng 1 năm 1968, và vào Xưởng hải quân Vịnh San Francisco vào ngày 7 tháng 2 trải qua một đợt đại tu kéo dài tám tháng. Sau khi hoàn tất, chiếc tàu sân bay tiến hành huấn luyện ôn tập và chuẩn nhận bay trước khi được bố trí đến Viễn Đông vào tháng 4 năm 1969.

### 1975 – 2004

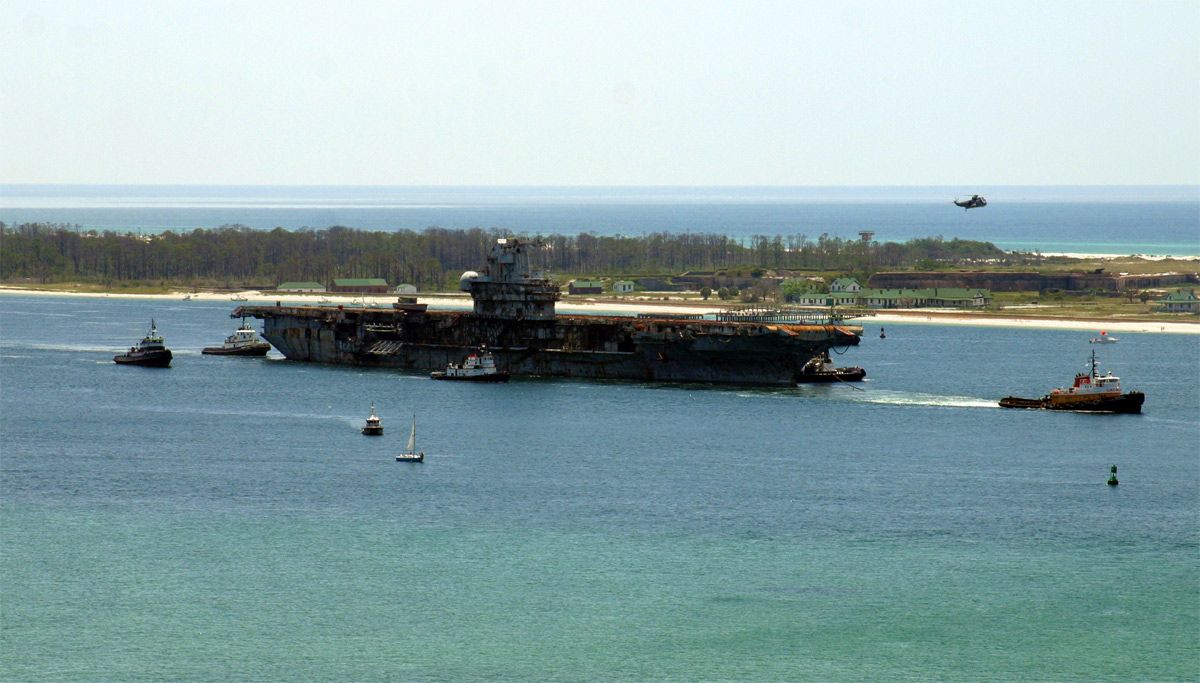
Oriskany rời cảng lần cuối cùng, hướng ra vịnh Mexico để trở thành một dãy san hô nhân tạo.

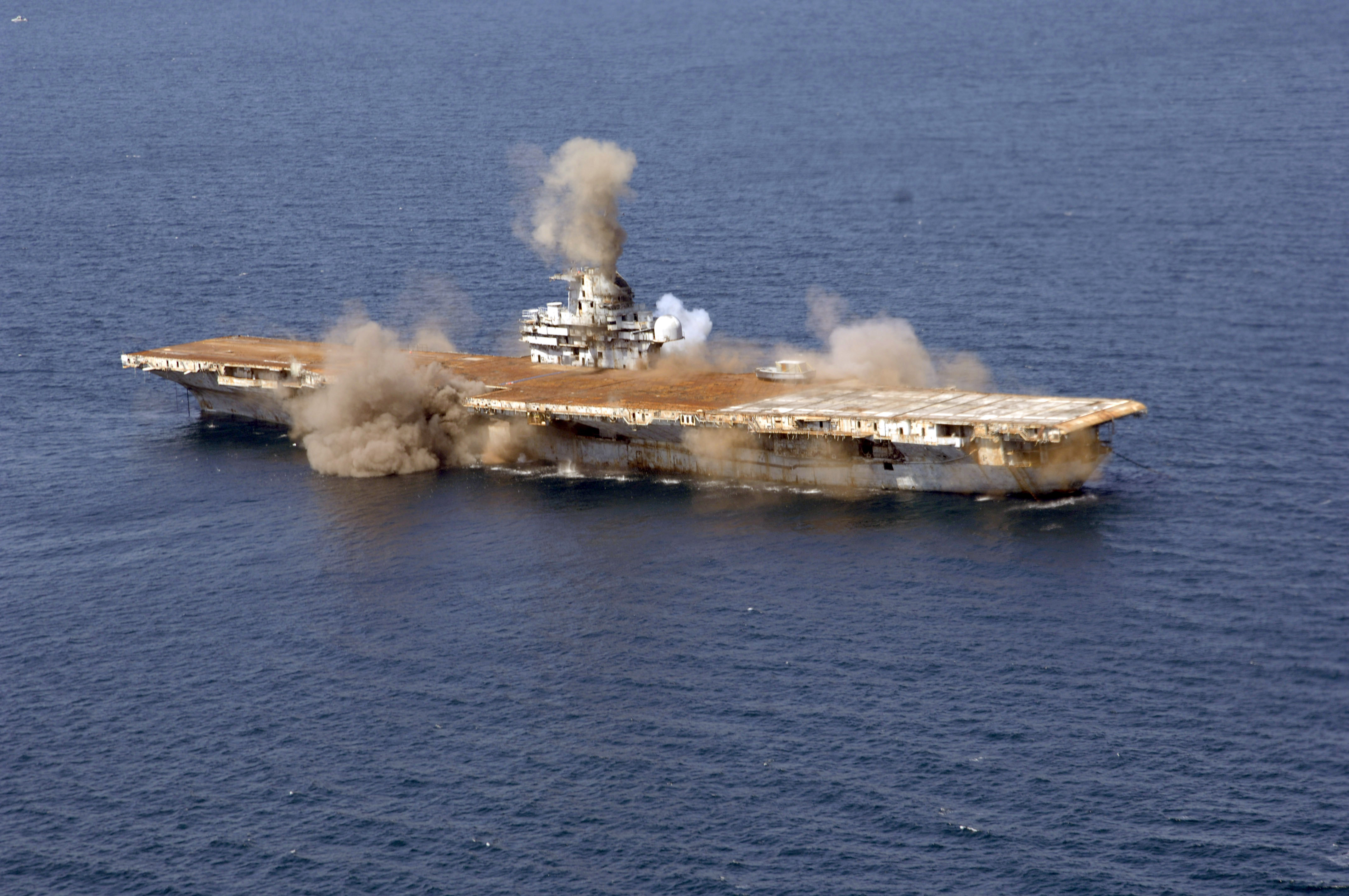
Vụ nổ để đánh đắmOriskany.

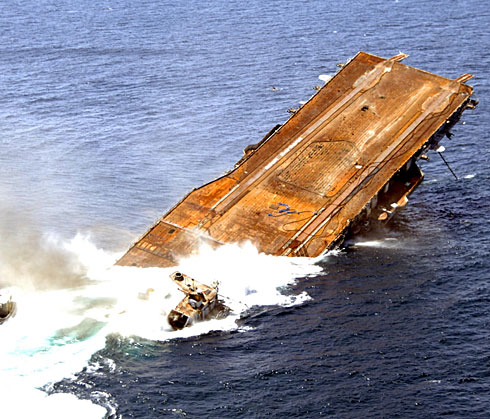
Oriskany bị đánh chìm vào ngày 17 tháng 5 năm 2006, đang chìm xuống nước.

Sau 25 năm phục vụ, Oriskany được cho ngừng hoạt động vào ngày 30 tháng 9 năm 1976, và được cất giữ dài hạn tại Bremerton, Washington, nơi chiếc tàu sân bay được duy trì như một tài sản huy động. Đề nghị của Nội các Chính quyền Ronald Reagan nhằm cho tái hoạt động Oriskany bị Quốc hội bác bỏ do tình trạng vật chất rất kém của con tàu và lực lượng không quân có thể bố trí bị giới hạn. Chi phí để cho tái hoạt động con tàu sân bay được ước lượng lên đến khoảng 520 triệu Đô-la vào tài khóa 1982 (tương đương 1 tỷ đô-la vào năm 2010). Sau khi Chiến tranh Lạnh kết thúc và việc cắt giảm lực lượng thường trực Hải quân Mỹ, Oriskany được xem là đã lạc hậu và được rút khỏi danh sách Đăng bạ Hải quân vào năm 1989. Lườn tàu của nó được tháo bỏ mọi thiết bị có thể tái sử dụng hay tái chế. Chiếc chuông của con tàu, vốn được tháo dỡ khi được cho ngừng hoạt động vào năm 1976, hiện đang được trưng bày tại Oriskany, New York; và nhiều bộ phận cũng được tháo nhằm hỗ trợ cho việc phục chế Bảo tàng USS Hornet tại Alameda, California và các tàu bảo tàng khác.
Các đề nghị được đưa ra vào đầu những năm 1990 để tân trang Oriskany và trưng bày nó tại vịnh Tokyo như một phần của kế hoạch triển lãm "City of America". Quốc hội đã chuẩn y việc chuyển giao con tàu, nhưng kế hoạch bị hủy bỏ do thiếu tài chính.
Vào ngày 9 tháng 9 năm 1995 Oriskany được bán để tháo dỡ cho hãng Pegasus International, một công ty được hình thành từ Xưởng hải quân Mare Island tại Vallejo, California trước đây. Nhà thầu đã cho kéo con tàu từ Bremerton đến Vallejo, nhưng hợp đồng bị hủy bỏ do mặc định vào ngày 30 tháng 7 năm 1997 do không tiến triển. Trong khi neo đậu tại đảo Mare trong tình trạng rỉ sét và hư nát, Oriskany được sử dụng làm bối cảnh thể hiện địa ngục cho cuốn phim What Dreams May Come (1998) của Robin Williams.
Hải quân lấy lại quyền sở hữu con tàu, và sau khi trải qua vài năm tiếp theo tại nơi từng là Xưởng hải quân Mare Island, con tàu được kéo về Hạm đội dự bị Beaumont của Cơ quan Quản lý Hàng hải tại Beaumont, Texas vào năm 1999 và được cất giữ chờ đợi có được ngân quỹ để tháo dỡ.

### 2004 - Dãy san hô nhân tạo
Hải quân Hoa Kỳ thông báo vào ngày 5 tháng 4 năm 2004 là họ sẽ chuyển chiếc tàu sân bay cho tiểu bang Florida để làm một dãi san hô nhân tạo. Trước đó, tháng 9 năm 2003, Hải quân đã hợp đồng với Resolve Marine Group / ESCO Marine Joint Venture công việc cải tạo phù hợp môi trường cần thiết cho con tàu để có thể đánh chìm nó như một dãi san hô. Nhà thầu đã cho kéo con tàu đến Corpus Christi, Texas vào tháng 1 năm 2004 và hoàn tất các công việc chuẩn bị về môi trường vào tháng 12 năm 2004.

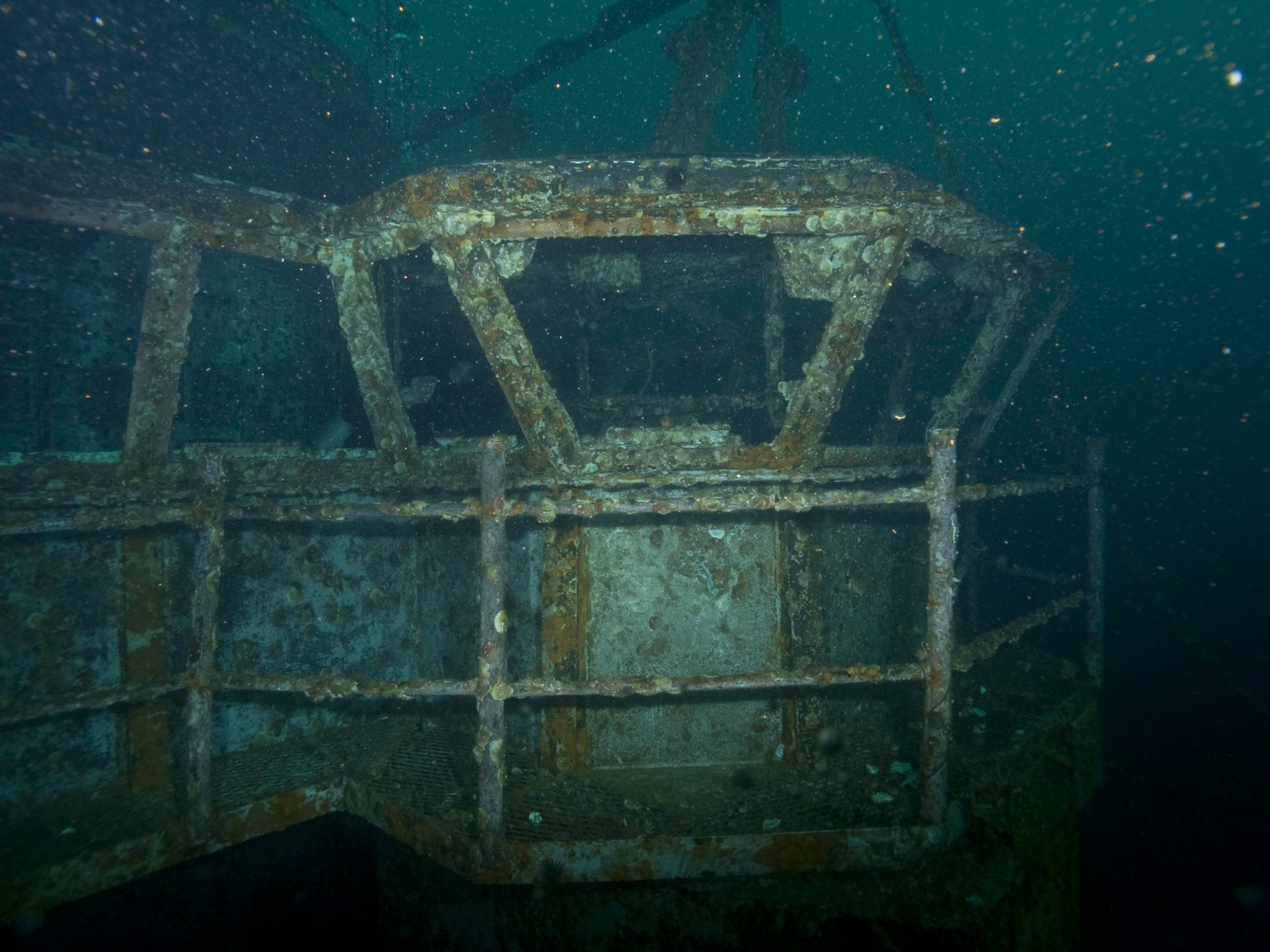
Một phần đảo cấu trúc thượng tầng của Oriskany được chụp ảnh dưới nước vào tháng 7 năm 2008

Sau khi đạt được sự chấp thuận của cơ quan chức năng về môi trường và sự đồng tình của cộng đồng, Oriskany được kéo về Pensacola, Florida vào tháng 3 năm 2006 cho những công việc chuẩn bị sau cùng. Công việc đánh chìm nó được thực hiện vào ngày 17 tháng 5 năm 2006, khi 500 lb (230 kg) chất nổ C-4 được đặt tại 22 vị trí quan trọng tiếp xúc với nước biển tại nhiều ngăn của phòng động cơ. 37 sau khi cho nổ, con tàu chìm với đuôi chìm trước xuống độ sâu 64 m (210 ft) nước biển trong vịnh Mexico, tại tọa độ 30°02′33″B 87°00′23″T / 30,0425°B 87,00639°T.
Con tàu chìm xuống đáy biển ở tư thế thăng bằng như được mong đợi. Sàn đáp của con tàu ở độ sâu 41 m (135 ft), trong khi đảo cấu trúc thượng tầng nhô lên ở độ sâu 21 m (70 ft). Sau cơn bão Gustav, con tàu bị dịch chuyển sâu hơn 3 m (10 ft) khiến sàn đáp nằm ở độ sâu 44 m (145 ft). Đảo cấu trúc thượng tầng của Oriskany có thể đến được dành cho các tay lặn nghiệp dư, nhưng để đến được sàn đáp cần có thêm thiết bị bổ sung và cần được huấn luyện.

## Phần thưởng
Oriskany được tặng thưởng hai Ngôi sao Chiến trận do thành tích phục vụ trong Chiến tranh Triều Tiên, và được tặng thêm mười ngôi sao nữa trong cuộc Chiến tranh Việt Nam.
| Bronze star · Bronze star | Bronze star · Bronze star |                           |
|                           | Bronze star               | Bronze star · Bronze star |
| Bronze star · Bronze star | Silver star · Silver star |                           |
|                           |                           |                           |

| Đơn vị Tuyên Dương Hải quân với 2 Ngôi sao Chiến trận               | Đơn vị Tuyên dương Anh dũng với 2 Ngôi sao Chiến trận           | Huân chương Phục vụ Trung Hoa                                     |
| Huân chương Phục vụ Chiếm đóng Hải quân                             | Huân chương Phục vụ Phòng vệ Quốc gia với 1 Ngôi sao Chiến trận | Huân chương Phục vụ Triều Tiên với 2 Ngôi sao Chiến trận          |
| Huân chương Viễn chinh Lực lượng Vũ trang với 2 Ngôi sao Chiến trận | Huân chương Phục vụ Việt Nam với 10 Ngôi sao Chiến trận         | Huân chương Anh Dũng Bội Tinh (Việt Nam Cộng Hòa)                 |
| Huân chương Liên Hợp Quốc Phục vụ Triều Tiên                        | Huân chương Chiến dịch Bội Tinh (Việt Nam Cộng Hòa)             | Huân chương Phục vụ Chiến tranh Triều Tiên (Hàn Quốc) (truy tặng) |

## Văn hóa đại chúng
Oriskany đã được sử dụng để quay bộ phim Men of the Fighting Lady năm 1954, với sự góp mặt của các diễn viên Van Johnson, Walter Pidgeon và Keenan Wynn. Nó cũng được sử dụng trong bộ phim The Bridges at Toko-Ri của hãng Paramount Pictures vào
năm 1955, được chuyển thể từ một tiểu thuyết của James Michener, trong đó nó đóng vai trò chiếc tàu sân bay hư cấu USS Savo Island. Diễn xuất trong phim có Grace Kelly, và William Holden trong vai một phi công cựu chiến binh thời Đệ Nhị thế chiến, được kêu gọi phục vụ trở lại khi cuộc xung đột tại Triều Tiên leo thang, Xa cách vợ mình, Nancy (do Grace Kelly đóng), hai đứa con nhỏ và một nghề nghiệp luật sư thành công. Số hiệu lườn của Oriskany được thấy rõ trong nhiều cảnh trong bộ phim.
Oriskany cũng là con tàu được mô tả trong quyển sách The Right Stuff (1979) của Tom Wolfe, trong đó John Mitchell, một phi công lái F2H Banshee, đã làm rơi chiếc máy bay tiêm kích của mình trên chiếc tàu sân bay. Mitchell là phi công đồng đội với nhà du hành vũ trụ Alan B. Shepard trong cùng phi đội tiêm kích bay đêm VF-193 Ghost Riders.
Vào năm 2006, kênh truyền hình Discovery Channel trình chiếu phim tài liệu Sinking of an Aircraft Carrier ghi nhận việc chuẩn bị để bảo vệ môi trường và việc đánh chìm Oriskany. Thượng nghị sĩ John McCain, người từng phục vụ cùng con tàu trong Chiến tranh Việt Nam, gọi nó là một "con tàu dũng cảm" và bày tỏ mong muốn có ngày sẽ lặn xuống xác con tàu đắm để viếng thăm lại nơi nghỉ của mình.
Trang web của báo New York Times có đoạn video Diving the U.S.S. Oriskany khảo sát Oriskany hai năm sau khi được đánh đắm.
Trong bộ phim Top Gun, nhân vật Viper do Tom Skerritt đóng từng nói rằng ông từng phục vụ chung với cha của Maverick trên Oriskany.